# Simon Donaldson
Simon Kirwan Donaldson (Cambridge, 20 agosto 1957) è un matematico britannico.
A soli 29 anni, ha vinto nel 1986 una Medaglia Fields per i suoi contributi nella topologia della dimensione bassa, in particolare nello studio delle varietà differenziabili di dimensione 4.

## Biografia
Laureato in matematica al Pembroke College (Cambridge) nel 1979, inizia il PhD al Worcester College (Oxford), lavorando con Nigel Hitchin e Michael Atiyah. Prima di finire il dottorato Donaldson scopre un risultato così importante da "sbalordire il mondo matematico" (secondo le parole di Atiyah). Nell'articolo Self-dual connections and the topology of smooth 4-manifolds, pubblicato nel 1983, egli svela l'enorme ricchezza della topologia delle varietà differenziabili di dimensione 4.
Negli anni 1983-84 si sposta all'Institute for Advanced Study di Princeton. Torna quindi a Oxford nel 1985. Nel 1986 vince la medaglia Fields. Nel 1999 si sposta all'Imperial College London.

## Contributi matematici
Assieme a Freedman e Thurston, Donaldson è uno dei maggiori artefici del radicale cambiamento avvenuto all'inizio degli anni ottanta nella topologia della dimensione bassa. Thurston scopre che le 3-varietà sono studiate in modo agevole tramite gli strumenti della geometria iperbolica. Freedman classifica le 4-varietà da un punto di vista topologico, dimostrando in particolare la congettura di Poincaré (versione topologica) in dimensione 4. Donaldson si interessa invece alle 4-varietà differenziabili e ottiene risultati che vanno in direzione opposta a quelli scoperti da Freedman: tramite strutture matematiche raffinate, egli riesce a distinguere molte 4-varietà differenziabili aventi lo stesso aspetto topologico, svelando in dimensione 4 l'enorme differenza fra le nozioni di varietà topologica e varietà differenziabile.
Gli strumenti matematici derivanti dalla topologia algebrica e differenziale generalmente non distinguono due varietà differenziabili aventi la stessa struttura topologica. Gli strumenti matematici introdotti da Donaldson per distinguere 4-varietà differenziabili (strumenti di questo tipo sono usualmente chiamati invarianti) sono mutuati dalla fisica teorica più recente: l'ingrediente principale consiste negli istantoni, soluzioni di particolari teorie di gauge originate dalla teoria quantistica dei campi. Seguendo la stessa filosofia, alcuni anni dopo il fisico Edward Witten costruirà dei nuovi invarianti, noti come invarianti di Seiberg-Witten, che risulteranno meno complicati e più facili da usare rispetto a quelli introdotti da Donaldson.